# Lynnville (Tennessee)
Lynnville – miasto w Stanach Zjednoczonych, w stanie Tennessee, w hrabstwie Giles.